# Alan Rodríguez
Alan Francisco Rodríguez Armoa (Fernando de la Mora, 15 de agosto de 2000) es un futbolista paraguayo. Juega como lateral izquierdo o interior izquierdo y equipo actual es el Remo de la Campeonato Brasileño de Serie B.

## Trayectoria
Alan Rodríguez es de las inferiores del club Cerro Porteño pasó por la reserva del club y tuvo su debut en la categoría mayor el 10 de febrero de 2018.

## Selección nacional
Fue integrante de la selección sub-17, también en la sub-18 y en la selección sub-20 de Paraguay. Con la sub-17 disputó un total de 11 encuentros de la mano del entonces director técnico Gustavo Morinigo logrando marcar 4 goles. Con la sub-20 participó en el Campeonato Sudamericano de Fútbol Sub-20 de 2019 disputando un total de 4 encuentros y acumulando 314 minutos.

## Clubes
| Club            | País      | Año       |
| --------------- | --------- | --------- |
| Cerro Porteño   | Paraguay  | 2018-2022 |
| Rosario Central | Argentina | 2023-2024 |
| Remo            | Brasil    | 2025-act. |

## Estadísticas
Actualizado al 8 de diciembre del 2024.
| Club | Div.          | Temporada     | Liga  | Liga  | Liga   | Copas Nacionales (1) | Copas Nacionales (1) | Copas Nacionales (1) | Copas Internacionales (2) | Copas Internacionales (2) | Copas Internacionales (2) | Total | Total | Total  |
| Club | Div.          | Temporada     | Part. | Goles | Asist. | Part.                | Goles                | Asist.               | Part.                     | Goles                     | Asist.                    | Part. | Goles | Asist. |
| --- | ------------- | ------------- | ----- | ----- | ------ | -------------------- | -------------------- | -------------------- | ------------------------- | ------------------------- | ------------------------- | ----- | ----- | ------ |
| Cerro Porteño Paraguay | 1.ª           | 2018          | 11    | 0     | 0      | —                    | —                    | —                    | —                         | —                         | —                         | 11    | 0     | 0      |
| Cerro Porteño Paraguay | 1.ª           | 2019          | 21    | 6     | 1      | —                    | —                    | —                    | 0                         | 0                         | 0                         | 21    | 6     | 1      |
| Cerro Porteño Paraguay | 1.ª           | 20            | 21    | 0     | 3      | —                    | —                    | —                    | 0                         | 0                         | 0                         | 21    | 0     | 3      |
| Cerro Porteño Paraguay | 1.ª           | 2021          | 23    | 1     | 2      | 1                    | 0                    | 0                    | 6                         | 0                         | 0                         | 30    | 1     | 2      |
| Cerro Porteño Paraguay | 1.ª           | 2022          | 33    | 3     | 9      | 1                    | 0                    | 0                    | 8                         | 0                         | 1                         | 42    | 3     | 10     |
| Cerro Porteño Paraguay | Total club    | Total club    | 109   | 10    | 15     | 2                    | 0                    | 0                    | 14                        | 0                         | 1                         | 125   | 10    | 16     |
| Rosario Central Argentina | 1.ª           | 2023          | 26    | 1     | 5      | 16                   | 0                    | 0                    | —                         | —                         | —                         | 42    | 1     | 5      |
| Rosario Central Argentina | 1.ª           | 2024          | 13    | 1     | 0      | 12                   | 0                    | 0                    | 3                         | 0                         | 0                         | 28    | 1     | 0      |
| Rosario Central Argentina | Total club    | Total club    | 39    | 2     | 5      | 28                   | 0                    | 0                    | 3                         | 0                         | 0                         | 70    | 2     | 5      |
| Remo Brasil | 2.ª           | 2025          | 0     | 0     | 0      | 0                    | 0                    | 0                    | —                         | —                         | —                         | 0     | 0     | 0      |
| Remo Brasil | Total club    | Total club    | 0     | 0     | 0      | 0                    | 0                    | 0                    | —                         | —                         | —                         | 0     | 0     | 0      |
| Total Carrera | Total Carrera | Total Carrera | 148   | 12    | 19     | 30                   | 0                    | 0                    | 17                        | 0                         | 1                         | 195   | 12    | 21     |
| (1) Incluye Copa Paraguay, Supercopa de Paraguay, Copa Argentina y Copa de la Liga Profesional (2) Incluye Copa Libertadores y Copa Sudamericana. |               |               |       |       |        |                      |                      |                      |                           |                           |                           |       |       |        |

## Palmarés
| Título           | Equipo          | País      | Año    |
| ---------------- | --------------- | --------- | ------ |
| Primera División | Cerro Porteño   | Paraguay  | A-2020 |
| Primera División | Cerro Porteño   | Paraguay  | C-2021 |
| Copa de la Liga  | Rosario Central | Argentina | 2023   |